# RONA
Pour les articles homonymes, voir Rona.
RONA est un important détaillant et distributeur québécois de produits de quincaillerie, de matériaux de construction et de rénovation. La société exploite, sous diverses bannières, un réseau de plus de 530 magasins corporatifs et affiliés de formats complémentaires et variés, au Canada et à Saint-Pierre-et-Miquelon. Avec 13 centres de distribution et son grossiste spécialisé TruServ Canada, RONA dessert son réseau ainsi que plusieurs marchands indépendants qui opèrent sous d’autres bannières. 
Depuis 2023, elle appartient à Sycamore Partners. Le titre (code RON) n'est plus coté en bourse de Toronto.

## Historique

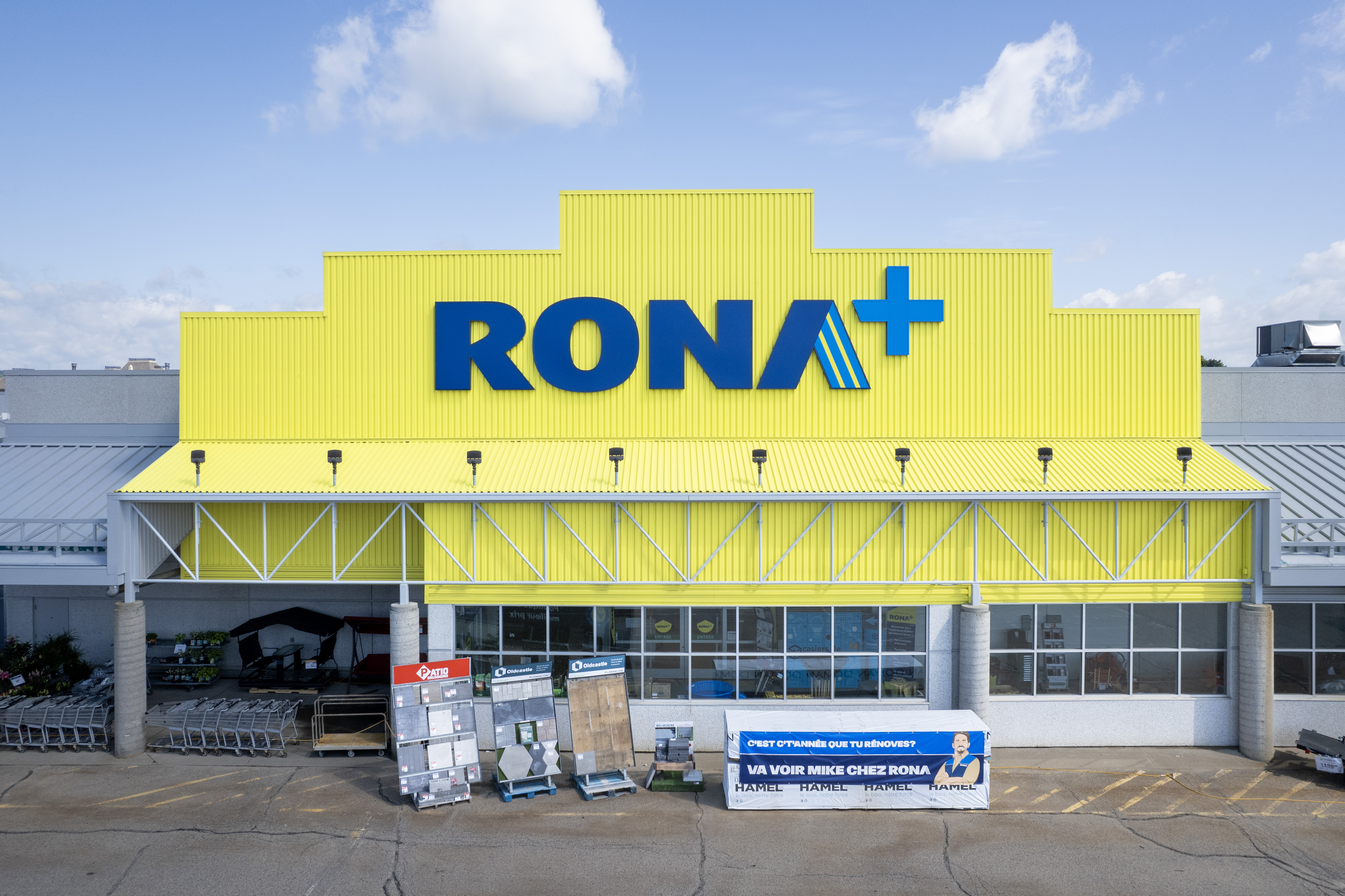
RONA+

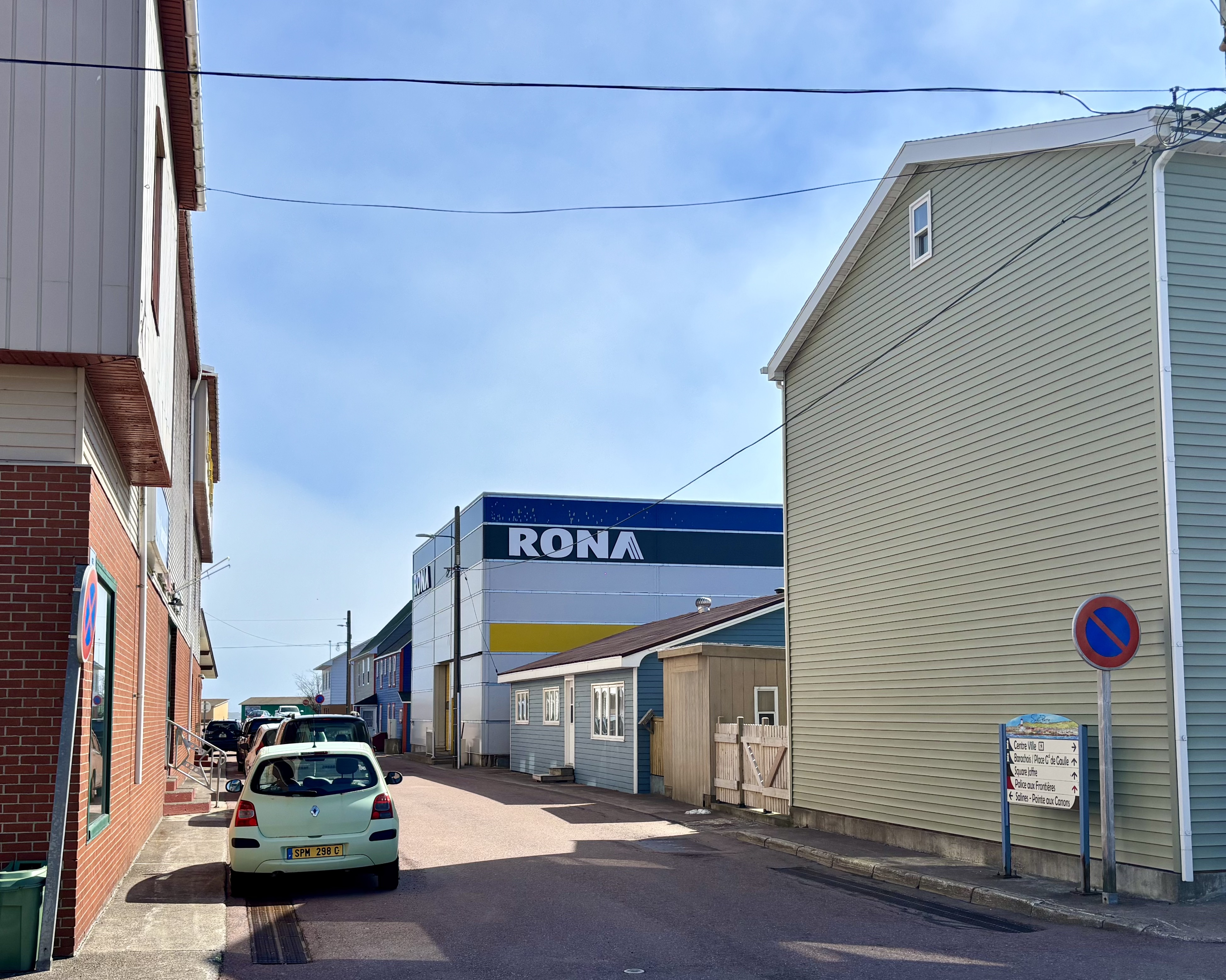
Un magasin RONA à Saint-Pierre, Saint-Pierre-et-Miquelon (France).

La compagnie fut créée en 1939 alors que plusieurs marchands se sont regroupés sous le nom Les marchands en Quincaillerie Ltée. afin de grouper les commandes de leurs produits afin d'obtenir des meilleurs prix.
En 1960, la compagnie Quincaillerie Ro-Na est incorporée dans le but de promouvoir le commerce par la publicité collective. Le site officiel cite la légende populaire qui veut que le nom RONA viendrait de l'union des premières syllabes des prénoms du président de l'époque, Rolland Dansereau, et de l'agent aux relations extérieures, Napoléon Piotte. En 1962, Quincaillerie Ro-Na acquiert Les Marchands en Quincaillerie Ltée.  
En 1982, elle achète les actifs de la compagnie Botanix, une entreprise de vente au détail en horticulture. En 1984, Ro-Na et Home Hardware, une compagnie semblable à Ro-Na en Ontario, unissent leur pouvoir d'achat.

En 1988, elle continue son expansion en fusionnant avec Dismat, une compagnie qui œuvre surtout dans les matériaux de construction. La compagnie devient Ro-Na Dismat. En 1990, Ro-Na Dismat augmente encore une fois son pouvoir d'achat en s'alliant avec Hardware Wholesalers, une compagnie de l'Indiana qui possède alors près de 3000 marchands aux États-Unis. L'alliance avec Home Hardware tient toujours.

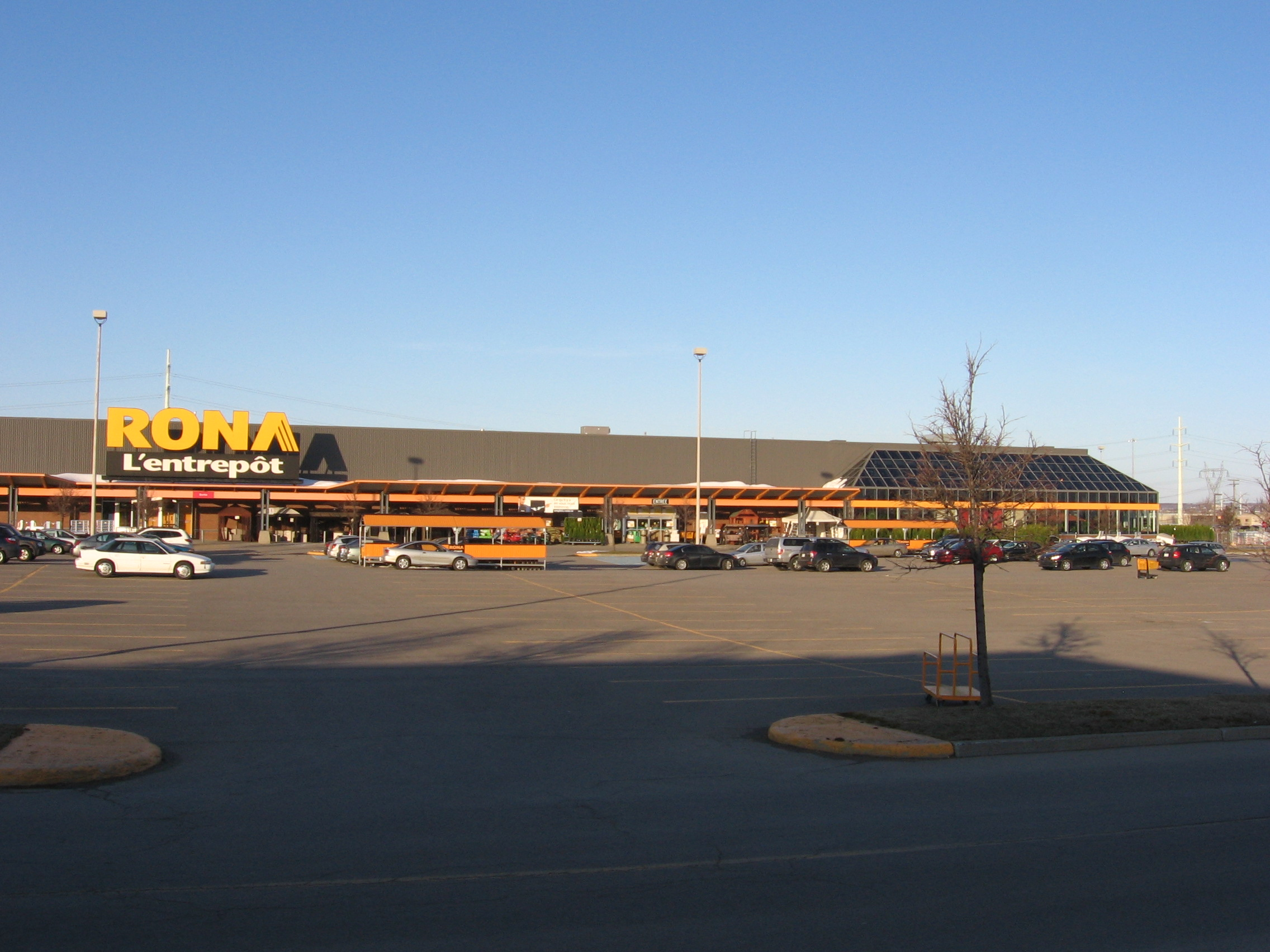
Rona à Québec

Nomination en 1992 de Robert Dutton comme président directeur général de RONA. En 1994, les premières grandes surfaces RONA apparaissent, afin de concurrencer Réno-Dépôt, les entrepôts du principal concurrent, Brico Centre.
En 1998, Ro-Na Dismat, qui utilisait entre autres les enseignes Ro-Na Le Quincailleur et Dismat, met fin à ces deux enseignes qui deviennent RONA L'express et RONA L'express Matériaux. Le nom de l'entreprise, qui était Le Groupe Ro-Na Dismat, devient alors RONA La même année, les magasins RONA le Rénovateur Régional apparaissent, leur concept se situe entre l'entrepôt et le magasin traditionnels.

L'année 2000 est le début de l'expansion de RONA à l'extérieur du Québec, alors qu'elle achète la chaîne de magasins Cashway Building Centres, une entreprise de l'Ontario. L'expansion se continue en 2001, alors que RONA achète les magasins Revy, Revelstoke et Lansing, et devient le nouveau chef de file dans le domaine de la quincaillerie-rénovation au Canada.

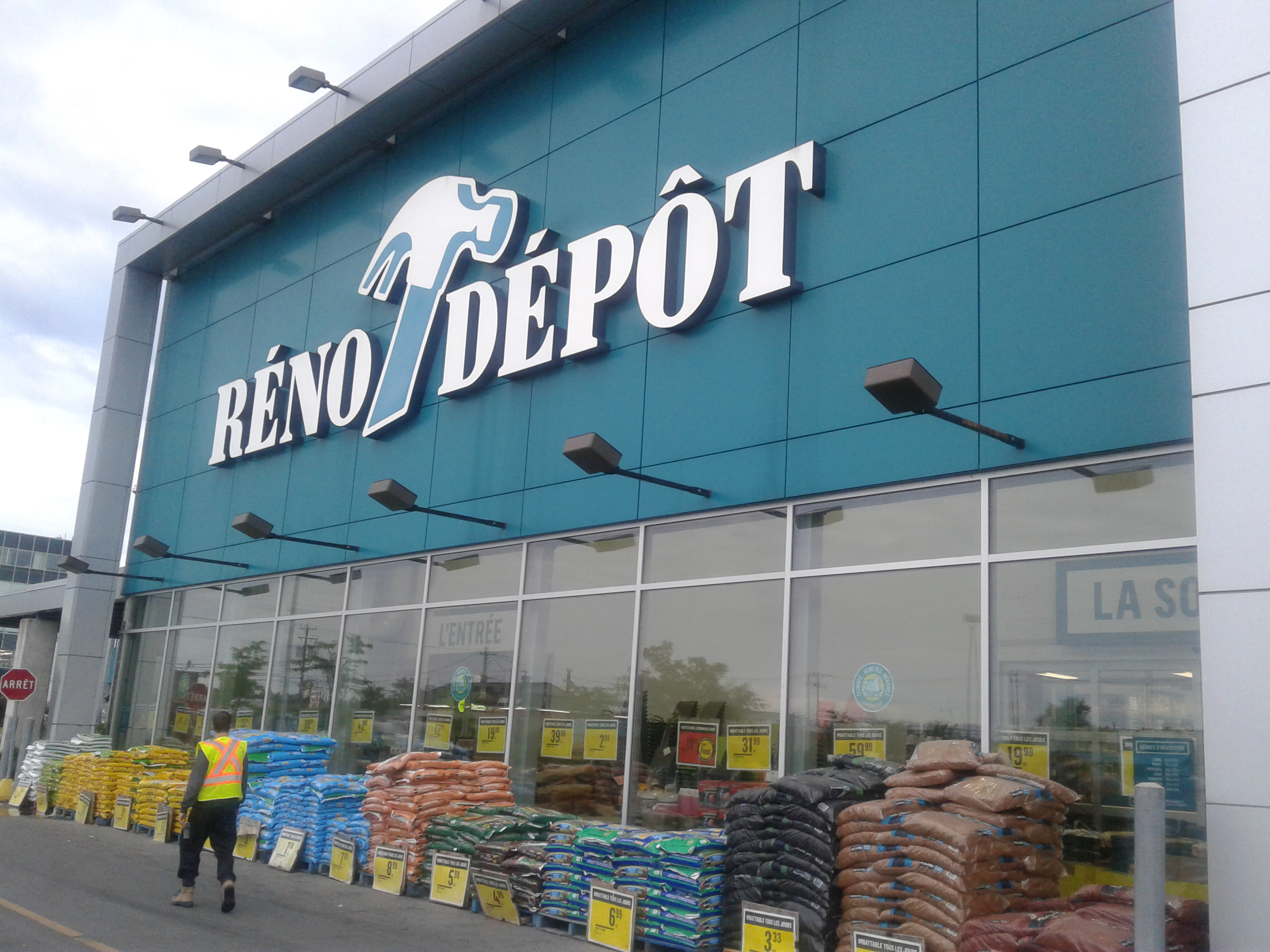
Réno Dépôt à Ville Lasalle

En 2002, RONA est inscrite à la Bourse de Toronto (TSX) à l'initiative de Robert Dutton, sous le symbole RON. En 2003 aussi sous l'égide de Robert Dutton, RONA rachète Réno-Dépôt, qui possédait aussi les magasins Building Box au Canada anglais. La transaction donne un sérieux coup de main à RONA prise dans une guerre commerciale avec Home Depot.
En 2005, tous les magasins Building Box deviennent des magasins RONA, mais pas les magasins Réno-Dépôt du Québec.
En avril 2012, Rona annonce la fermeture de 10 magasins grande surface hors Québec pour les remplacer par des magasins de plus petit formats. En juillet 2012, Rona rejette l'offre non-sollicitée de l'américaine Lowe's. Plusieurs groupes ont annoncé leur appui à RONA incluant les membres du gouvernement du Québec.  En septembre 2012, Lowe's retire son offre non sollicitée.
2013 est une année de transition pour RONA qui se concentre sur son plan de redressement afin d'améliorer sa rentabilité. La Société met désormais l'accent sur l'amélioration de l'expérience client dans chacune de ses quatre grandes catégories de magasins : les grandes surfaces RONA, la bannière Réno-Dépôt, les magasins de proximité RONA et les magasins spécialisés pour les entrepreneurs. 
Le 3 février 2016, la société Lowe's et RONA annonce avoir conclu une entente définitive selon laquelle Lowe's propose de faire l'acquisition de toutes les actions ordinaires émises et en circulation de RONA. La transaction, dont la valeur totale se chiffre à 3,2 milliards de dollars CAD, a été approuvée à l'unanimité par les conseils d'administration des deux sociétés. Le géant québécois de la quincaillerie RONA devient la propriété d'intérêts américains, mais Lowe's localisera son siège social canadien à Boucherville, au Québec.
En novembre 2022, Lowe's annonce qu'elle vend sa filiale canadienne à la société de capitale-investissement Sycamore Partners (en) pour la somme de 400 millions de dollars canadiens. La transaction implique la maintient du siège sociale à Boucherville et la préservation de RONA en tant que société autonome.
En février 2023, RONA annonce que les succursales canadiennes de Lowe's seront progressivement converties en enseignes RONA.

## Principales enseignes
RONA, RONA L’Entrepôt, RONA+, RONA Home and Garden, Dick’s Lumber.